# Karl Tofer
Karl Tofer (ur. 23 sierpnia 1885, zm. 31 grudnia 1942) – estoński dyplomata, poseł Estonii w RP w latach 1930–1932. 

## Życiorys
Od 1927 do 1931 reprezentował kraj jako poseł we Włoszech i na Węgrzech. W latach 1932–1934 był posłem w Polsce, Rumunii i Czechosłowacji (rezydował w Warszawie). Listy uwierzytelniające przekazał prezydentowi Mościckiemu 16 grudnia 1930. Po opuszczeniu Warszawy był posłem w ZSRR (1933–1936) oraz Niemczech i Holandii (1936–1939).
Został odznaczony m.in. estońskim Orderem Krzyża Orła I klasy (1936). 